# Arthur Hinsley
Arthur Hinsley, angleški duhovnik, škof in kardinal, * 25. avgust 1865, Selby, † 17. marec 1943, Buntingford, Hertfordshire, Anglija.

## Življenjepis
23. decembra 1893 je prejel duhovniško posvečenje.
10. avgusta 1926 je bil imenovan za naslovnega škofa armenskega Sebastopolisa in 30. novembra istega leta je prejel škofovsko posvečenje.
9. januarja 1930 je bil imenovan za naslovnega škofa Sardesa in za apostolskega delegata. S položaja delegata je odstopil 25. marca 1934. 1. aprila 1935 je bil imenovan za nadškofa Westminstra.
13. decembra 1937 je bil povzdignjen v kardinala in imenovan za kardinal-duhovnika S. Susanna.
Leta 1939 je sodeloval na konklavah za izvolitev novega papeža.